# Даремский собор
Собор Христа, Пресвятой Девы Марии и св. Кутберта Даремского, коротко Даремский собор (англ. Durham Cathedral) — главная церковь Даремской епархии, кафедральный собор епископа Даремского (четвёртого епископа Церкви Англии), место погребения св. Кутберта, первый в Великобритании памятник, внесённый (наряду с соседним Даремским замком) в число объектов Всемирного наследия (1986). Представляет собой один из лучших образцов нормандского извода романского стиля.
Кроме Кутберта, чьи мощи были перенесены в Дарем с острова Линдисфарн в IX веке, в соборе хранятся голова св. Освальда Нортумбрийского, мощи хрониста Беды Достопочтенного и кардинала Томаса Лэнгли (1363—1437). Оливер Кромвель заточил в соборе взятых в плен при Данбаре шотландцев, многие из которых погребены тут же, в братской могиле.
Соборная библиотека владеет одним из наиболее полных в Англии собраний первопечатных книг, в ней содержатся аббатские хроники до времени роспуска монастырей при Генрихе VIII и три копии Великой хартии вольностей.
С 1080 по 1836 год епископ Даремский был также пфальцграфом, исполняя обязанности военного и гражданского правителя области, граничащей с Шотландией. Стены собора составляют часть Даремского замка, резиденции двух епископов
В соборе проводятся ежедневные службы в сопровождении хора, кроме понедельника, когда хор не поёт. Собор является главной достопримечательностью города и в 2019 году привлёк 727 367 туристов.

## История

### Название
Исходно Кафедральный собор Пресвятой Марии и святого Кутберта Епископа, Генрихом VIII переименован 12 мая 1541 года в «Кафедральный собор Христа и Пресвятой Девы Марии». Название Кафедральный собор Христа, Пресвятой Девы Марии и св. Кутберта Даремского возвращено на воскресной службе 4 сентября 2005. Изменение отражено в документах с 16 декабря 2008 года.

### Англосаксонская эпоха
Даремская епархия ведёт происхождение от Линдисфарнского диоцеза, основанного св. Айданом около 635 года по указанию Освальда Нортумбрийского. В 664 году епархия была перенесена в Йорк, но основана на Линдисфарне заново в 678 году архиепископом Кентерберийским. Среди множества линдисфарнских святых наиболее значимой для Даремского собора фигурой является св. Кутберт, епископ Линдисфарнский (685—687).
В 875 году, после нескольких нападений викингов, монахи покинули Линдисфарн, забрав мощи Кутберта, и епископская кафедра кочевала из города в город, пока не осела в городе Честер-ле-Стрит в 882 году, в 60 милях южнее Линдисфарна и в 6 милях севернее Дарема. К 995 году викинги добрались и туда. Монахи, согласно типичной для английского фольклора легенде о серо-бурой корове, пошли за двумя скотницами, искавшими дикой масти корову, и таким образом вышли на полуостров, образуемый петлёй реки Уир. В этом месте саркофаг св. Кутберта словно к земле прирос, что приняли за знак свыше, и основали на этом месте город Дарем. Более практические соображения указывают на то, что полуостров было бы легко защитить, а поселение на нём подпало бы под защиту графа Нортумбрийского, с которым тогдашний епископ Элдун был связан родственными узами.
Первый храм был построен из дерева, самой простой конструкции, затем заменён более надёжным сооружением, вероятно, по-прежнему деревянным, которое известно как «Белая церковь», три года спустя (998) начато каменное здание под прежним названием, завершённое (за исключением башни) в 1018 году. Дарем привлекал паломников к святому Кутберту, и один из первых, король Кнуд Великий, даровал даремской обители привилегии и собственность. Укреплённое удобное место и приток денег с паломниками сформировали вокруг даремского монастыря город.

### После нормандского завоевания
Существующее здание собора было выстроено в стиле нормандской архитектуры Вильгельмом де Сен-Кале, которого Вильгельм Завоеватель назначил в 1080 году князем и епископом. В 1083 году он основал бенедиктинское аббатство святого Кутберта, выгнал соборных каноников из числа светских лиц (а также их жён и детей) и заменил их монахами из двойного монастыря Монкуирмут-Джарроу. Обширные земельные владения собора он разделил между собой как епископом и новым аббатством, назначив его главой Альдвина.

Вильгельм де Сен-Кале снёс прежнюю церковь и 11 августа 1093 года вместе с преемником Альдвина Турготом Даремским заложил новую гораздо большего размера для того, чтобы поместить в ней мощи святого Кутберта и Бе́ды Достопочтенного. Монахи за собственный счёт строили свои здания, а епископ финансировал строительство собора. Камень ломали на месте, на обрыве под стенами крепости, и поднимали во́ротами.
С тех пор здание многажды достраивалось и переделывалось, но бо́льшая часть нормандской постройки дошла до нас в первозданном виде. В 1093 году строительство началось с восточного конца здания, хоры завершены в 1096 году. Вильгельм де Сен-Кале умер 2 января 1096 года, и его похоронили в уже существовавшей тогда в каком-то виде капитулярной зале. В 1104 году мощи святого Кутберта с торжественной церемонией были перенесены на новое место и оставались там под надзором монахов до роспуска монастырей.
Стены нефа были завершены к 1128 году, а свод к 1135-му. Капитулярную залу строили с 1133 по 1140 годы (в XVIII веке она была частично разобрана). Строительством после Вильгельма занимался Ранульф Фламбард, (также выстроил первый мост через Уир), который вместе со своим преемником Гуго де Пюизе похоронен в капитулярной зале.
В 1170-е Гуго де Пюизе добавил галилейский портик (нартекс) у восточного окончания собора, хотя первые работы обнаружили ошибку: грунт осел и стены растрескались. Это пятинефное сооружение, тем не менее, исполняло роль капеллы Девы Марии, и во всё средневековье главная дверь западного портала была закрыта и заставлена алтарём. Теперь же её загораживает могила епископа Томаса Лэнгли. Там же покоится Беда. Главный вход в церковь — с северной стороны, против Даремского замка. В 1228 году епископ Солсберийский Ричард Бедный, который незадолго до того завершил строительство Солсберийского собора в готическом стиле, был переведён в Дарем. К тому моменту восточный конец Даремского собора требовал срочного ремонта, и епископ нанял архитектора Ричарда Фарнема (англ. Richard Farnham) увеличить хоры собора для того, чтобы больше монахов могло отправлять там службу одновременно. Эта пристройка известна как капелла Девяти алтарей. В 1250 году прежняя кровля собора заменена существующим поныне сводом.
Башни собора датируются XIII веком, но центральная перестраивалась в XV веке после удара молнии в два этапа под руководством Томаса Бартона и Джона Белла.
Епископ Даремский, называясь также князем, всегда соревновался в могуществе с приором Даремского монастыря, также крупным землевладельцем и сеньором. Соглашение 1229 года, Le Convenit, урегулировало взаимоотношения между этими двумя магнатами.
Погребение святого Кутберта было в восточной апсиде собора, стена которой сейчас осталась лишь в виде следа на полу, а могила святого прикрыта простой каменной плитой. Тем не менее, в 1593 году неизвестный монах написал:
|        | [The shrine] was estimated to be one of the most sumptuous in all England, so great were the offerings and jewells bestowed upon it, and endless the miracles that were wrought at it, even in these last days. |  | [гробница] считалась одной из самых великолепных в Англии, ибо столь велики были дары, и самоцветы, и чудесные произведения искусства, даже в эти последние времена. |  |
| [ 21 ] | |  | |  |

### Тюдоровская секуляризация
В ходе роспуска монастырей по приказу Генриха VIII в 1538 году гробница св. Кутберта была разрушена, а имущество обители передано короне. Мощи святого оказались нетленными, их перезахоронили под простой каменной плитой, которую с тех пор отполировали коленопреклонявшиеся паломники. Два года спустя, 31 декабря в 1540 году, бенедиктинский монастырь был окончательно упразднён, а его последний приор Хью Уайтхед стал главой нового мирского капитула.

### XVII век
После битвы при Данбаре (сентябрь 1650) Кромвель использовал Даремский собор в качестве лагеря для 3000 шотландских военнопленных, из которых 1700 человек умерло, не выдержав совершенно нечеловеческих условий содержания в холоде, без пищи и воды. Военнопленные использовали большую часть деревянных изделий внутри церкви на дрова, но часы приора Кастелла, украшенные чертополохом, символом Шотландии, оставили. Считается, что умершие похоронены в безымянных могилах на церковном кладбище, а остальные проданы в рабство в американские колонии.
Епископ Джон Косин (1660—1672), прежде каноник собора, восстановил мизерикордии и другую мебель, балдахин над купелью, а также добавил дубовую алтарную преграду для установки органа взамен уничтоженной в XVI веке каменной преграды. В бывшей трапезной настоятель Джон Садбери (англ. John Sudbury) основал библиотеку с собранием старопечатных книг.

### XVIII и XIX века
В течение XVIII века предстоятели Дарема часто занимали другие должности на юге Англии, и, отбыв положенное число дней в Дареме, уезжали, поэтому после работ Косина собором занимались мало, а когда стали заниматься больше, зачастую делали это совершенно безжалостно. В 1777 году, например, архитектор Джордж Николсон (англ. George Nicholson) добился от капитула разрешения обтесать заново внешние поверхности стен собора, сильно изменив таким образом его облик. Следом за ним Уильям Морпет (англ. William Morpeth) разобрал большую часть капитулярной залы.
В 1794 году архитектор Джеймс Уайетт замыслил кардинальную переделку, в том числе со сносом галилейской капеллы, но капитул вовремя спохватился. Уайетт, таким образом, лишь обновил розу XV века, заменив простым стеклом витражи, утраченные в бурю.

В 1847 году Энтони Сэлвин убрал алтарную преграду с органом и открыл вид на хоры из нефа, в 1858 году он же реставрировал клуатр.
В 1859—60 годах башню реставрировал сэр Джордж Гилберт Скотт с помощью Эдварда Роберта Робсона, в течение шести лет руководившего всеми реставрационными работами в соборе. В 1874 году Скотт построил мраморную алтарную преграду и кафедру на средокрестии. В 1892 году ученик Скотта Чарльз Ходжсон Фоулер в память о епископе Джозефе Барбере Лайтфуте восстановил капитулярную залу.
Западное окно с Древом Иессеевым (1867) — дар настоятеля Джорджа Уоддингтона, выполненный фирмой «Clayton and Bell», которые также создали витражи «лат. Te Deum» в южном трансепте (1869), «Четырёх Учителей Церкви» (Four Doctors) в северном трансепте (1875), и розу «Христос во Славе» (ок. 1876). Также в соборе находится статуя Уильяма ван Милдерта (1826—1836), последнего епископа, совмещавшего титул графа, который сыграл главную роль в основании Даремского университета.

### XX век
В 1930-х годах началась и после войны продолжилась инициированная настоятелем Кирилом Алингтоном реставрация гробницы св. Кутберта позади главного алтаря, как основного предмета поклонения и паломничества. Четыре подсвечника и балдахин спроектировал сэр Ниниан Компер около 1950 года. К ним в 2001 году добавились два больших изображения св. Кутберта и Освальда в технике батика (мастер Энн Тетис Блэкер). В 1930—40 годы Хью Реем Истоном создано несколько витражей. Витраж «Хлеб наш насущный даждь нам днесь» (англ. Daily Bread) создан в 1984 году Марком Ангусом (англ. Mark Angus). В Галилейской капелле в 1992 году появилась деревянная скульптура «Благовещение» польского мастера Йозефа Пыржа (Josef Pyrz) и витраж «Радуйся, Звезда над морем» (англ. Stella Maris) Леонарда Эветта (англ. Leonard Evett).
В 1986 году Даремский собор и замок стали объектами Всемирного наследия ЮНЕСКО по классификационным критериям C (ii) (iv) (vi): «Даремский собор является крупнейшим и лучшим памятником нормандской архитектуры в Англии». Комиссия «Historic England» в отчёте 1986 года пишет:
|       | The relics and material culture of the three saints buried at the site. The continuity of use and ownership of the site over the past 1000 years as a place of religious worship, learning and residence; The site’s role as a political statement of Norman power imposed upon a subjugate nation, as one of the country’s most powerful symbols of the Norman Conquest of Britain; The importance of the site’s archaeological remains, which are directly related to the site’s history and continuity of use over the past 1000 years; The cultural and religious traditions and historical memories associated with the relics of St Cuthbert and the Venerable Bede, and with the continuity of use and ownership of the site over the past millennium. |  | В этом месте находятся останки и предметы материальной культуры трёх святых; оно используется в качестве места религиозного поклонения, образования и резиденции церковных иерархов на протяжении последней тысячи лет; оно является одним из наиболее важных символов нормандского верховенства над Британией; здесь находятся археологические свидетельства, связанные с последним тысячелетием истории этого места; культурная и религиозная традиция, а также исторические реликвии, связанные с мощами св. Кутберта и Беды Достопочтенного, протянулись на последнюю тысячу лет. |  |
| [ 9 ] | |  | |  |

### XXI век
В начале нового века два алтаря в капелле Девяти алтарей были посвящены св. Хильде из Уитби и св. Маргарите Шотландской, в 2004 году появилось изображение Маргариты с сыном, будущим королём Давидом I, выполненное художницей Паулой Регу. Неподалёку в 2017 году установлена мемориальная табличка шотландцам, умершим здесь в лагере военнопленных после битвы при Данбаре (1650). Останки некоторых из них в 2013 году обнаружены в массовом захоронении в ходе строительных работ у самой границы территории собора рядом с Пэлэс Грин.
В 2004 году в капелле Девяти алтарей появились деревянные скульптуры (автор Фенвик Лоусон), «Пьета» (Pietà) и «Гроб Господень» (Tomb of Christ), а в 2010 — витраж «Преображение» (Transfiguration, автор Том Денни) в память о Майкле Рамсей, епископе Даремском и сотом Архиепископе Кентерберийском.
В ноябре 2009 года Даремский собор принял участие в фестивале света Lumiere festival, главным событием которого стало шоу «Crown of Light» на северном фасаде здания, в ходе которого за четверть часа была показана история Линдисфарна и собора с использованием иллюстраций и текста Евангелия из Линдисфарна. Фестиваль проходил снова в 2011, 2013, 2015 и 2017 годах.
В партнёрстве с Даремским университетом были оцифрованы книги VI—XVI веков из библиотеки Даремского аббатства.
Собор и клуатры открыты для посещения ежедневно в известные часы, если не закрыты по особому случаю. В 2016 году бывшие монастырские постройки (келейный корпус и кухня приора) вокруг клуатра открылись для публики с экспозицией Open Treasure об истории собора. В экспозиции деревянный гроб св. Кутберта (VIII век), его наперсный крест из золота с гранатами, походный алтарь и гребень из слоновой кости. С октября 2019 года по 18 января 2020 действовала новая экспозиция «Mapping the World» из старинных книг, карт и чертежей.

## Архитектура
Существует мнение, что в боковых нефах на хорах Даремского собора впервые применены нервюрные своды. Эти взгляды отстаивал в конце XIX века архитектор Джон Билсон. С тех пор установлено, что другие здания, например, аббатство Лессе на северо-западе Франции, характеризуются более ранними экспериментами с нервюрным сводом, с помощью которых был достигнут тот высокий уровень их исполнения, который виден в Дареме. Верхний ярус стен на хорах также несёт следы существования нервюр на своде главного нефа. Были ли эти своды четырёхчастными или шестичастными — спор между Джоном Джеймсом и Малькольмом Тёрлби (англ. Malcolm Thurlby), который так и не разрешён.
Представляет интерес неф церкви, перекрытый нервюрным сводом, в котором используются одни из первых стрельчатых щёковых арок, с опорой на сравнительно тонкие устои, расчленённые на пучки колонок. Эти столбы перемежаются толстыми круглыми колоннами. Распор свода передаётся на боковые нефы при помощи контрфорсов, скрытых галереей трифория. Эти черты, предшествующие готической архитектуре северной Франции, вероятно, привнесены нормандскими строителями собора. Умелое применение стрельчатых арок и нервюрного свода позволило построить здание на более сложном плане, нежели раньше, а использование контрфорсов — поднять высоту сводов и увеличить окна. В целом, однако, Даремский собор остаётся постройкой романского стиля.
Из описания объекта Всемирного наследия:
| | Though some wrongly considered Durham Cathedral to be the first ‘Gothic’ monument (the relationship between it and the churches built in the Île-de-France region in the 12th century is not obvious), this building, owing to the innovative audacity of its vaulting, constitutes, as do Spire [Speyer] and Cluny, a type of experimental model which was far ahead of its time. |  | Некоторые ошибочно считают Даремский собор готическим, хотя связь его с архитектурой Иль-де-Франса XII века неочевидна. Это здание, вследствие новой, смелой конструкции сводов, является, как Спейр и Клюни, экспериментом, сильно опередившим своё время. |  |
| Durham Castle and Cathedral. UNESCO. Дата обращения: 29 октября 2019. Архивировано 29 октября 2019 года. | |  | |  |

| | the use of stone ‘ribs’ forming pointed arches to support the ceiling of the nave was an important achievement, and Durham Cathedral is the earliest known example [and] The nave vault of Durham Cathedral is the most significant architectural element … because it marks a turning point in the history of architecture. The pointed arch was successfully used as a structural element for the first time here in this building. Semi-circular arches were the type used prior to the adoption of the structural pointed arch — the limitations of which is that their height must be proportionate to their width. |  | Использование каменных рёбер, которые образуют стрельчатые арки, поддерживающие свод нефа, - это важное достижение, и Даремский собор является самым ранним известным того примером [и] своды нефа Даремского собора - наиболее важные его элементы, потому что они знаменуют поворотный пункт в истории архитектуры. Впервые в этом здании применена стрельчатая арка как часть опорных конструкций перекрытия. Предшествующие ей полуциркульные арки имеют неотъемлемый недостаток: строгую пропорциональную связь между высотой арки и широной пролёта [чего стрельчатая арка лишена] |  |
| Durham World Heritage Site. UN. Дата обращения: 29 октября 2019. Архивировано 3 августа 2019 года. | |  | |  |

## Часы

### Солнечные
В 1829 году капитул позволил награвировать на полу и стене северного клуатра линию меридиана. Сквозь отверстие диаметром в 1 дюйм (2,5 см) на высоте около 10 футов (3 м) в момент прохождения солнца через меридиан на линию падает зайчик.

### Механические
Часы приора Томаса Кастелла были помещены в соборе между 1494 и 1519 годами на восточной стороне преграды, но в 1593 году переехали в южный трансепт на нынешнее место.
Между 1620 и 1628 годами часы обновил настоятель собора Ричард Хант.
В 1845 году настоятель Джордж Уоддигтон убрал корпус часов, который, по большей части, достался  в дар церкви в деревне Питтингтон два года спустя. Механизм часов был установлен открыто в проёме. Части корпуса были обнаружены в 1936 году, и настоятель Сирил Эйлингтон запустил кампанию по сбору средств на реставрацию. Лондонский эксперт мистер Дж. Армстронг расчистил слои поздней краски до первоначального вида.
В 1969 году после установки в соборе новой отопительной системы деревянные подпорки под часами пересохли и растрескались, из-за чего их пришлось скрепить металлическими кольцами.

## Музыка

### Орган
С 1685 года в Даремском соборе был орган работы «Отца» Смита, состоявший из 19 регистров на двух 54-клавишных мануалах (Хауптверк и Хор), самые низкие регистры — 8-футовые. В 1748 году к нему добавлено четыре 8-футовых регистра в подразделении Швеллера. В 1847 году орган реконструировал Бишоп, а в 1866-м — Постилл, получив 36-регистровый инструмент с 16-футовыми регистрами в педали. В 1876 году орган Даремского собора перестроил «Отец» Уиллис, но часть старых труб использована в органе капеллы Даремского замка. Уиллис прибавил 32-футовый регистр в педали и целый мануал Соло, не считая кнопок и других усовершенствований в консоли. Таким образом, число регистров дошло до 56. Фасад органа в целом напоминает инструмент Уиллиса в Солсберийском соборе. С 1880-х органом занималась фирма «Harrison & Harrison», которая несколько раз добавляла регистры, доведя их число до 101 на пяти 58-клавишных мануалах (Хор, Хауптверк, Позитив, Швеллер и Соло) и 32-клавишной педали. В последний раз «Харрисон и Харрисон» реставрировали орган в 1996 году.
Корпуса органа разработаны архитектором Ходжсоном Фоулером и украшены фирмой «Clayton and Bell», расположены в галереях на хорах.
Первый известный органист Даремского собора — John Brimley (1557). Среди других — композитор Ричард Эй Ллойд (род. 1933) и хормейстер Дэвид Хилл.

### Хор
Собрный хор состоит из взрослых певцов, студентов и школьников. С ноября 2009 года в хоре поют женщины и девочки. Мужской и женский хоры поют службы по отдельности, за исключением крупных праздников (пасха, канун рождества и рождество).

## В литературе
Даремский собор фигурирует в одноимённом стихотворении (из сборника Fisher’s Drawing Room Scrap Book, 1835) Летиции Лэндон.

## В Lego
В Даремском соборе находится его масштабная модель из деталей «Лего», собранная как часть кампании по сбору средств на экспозицию «Open Treasure», начатой в июле 2013 года и завершённой в июле 2016. Модель длиной 12 футов 6 дюймов (3,84 м) и высотой 5 футов 6 дюймов (1,7 м) состоит из 300 000 частей, смоделированы в том числе интерьеры, витражи и орган. Каждая деталь является одновременно донатом в £1, таким образом, модель собрала £300,000. Частью проекта стали 5 лего-анимаций, повествующих об истории собора.